# 2018年马来西亚大选背书
此页面是在2018年马来西亚大选中为某一政党或候选人背书的个人、组织名单。此次大选最终由马哈迪·莫哈末领导的希望联盟胜出。

## 政党背书

### 个人

#### 国阵
- 阿兹万（Azwan Ali），艺人兼主持人，公正党署理主席阿兹敏的胞弟[1]
- 阿都拉·巴达威，政治家兼前首相[2]
- 嘉玛（Jamal Abdillah）, 歌手兼演员[3]
- 法达阿敏（Fattah Amin）, 演员兼歌手[4]
- 沙希芝森（Shaheizy Sam）, 演员兼歌手[5]
- 兹占拉萨（Zizan Razak）, 演员、喜剧演员兼歌手[6]

#### 希盟
- Ahmed Mahloof，马尔代夫国会议员[7]
- 金贝里莫特丽（Kimberley Motley），美国人权律师[8]
- 阿蒂巴诺（Adibah Noor），歌手兼演员[9]
- 达芬妮艾京（Daphne Iking），主持人兼演员[10]
- 诺法迪雅（Nur Fathia），演员兼模特儿[11]
- 茜拉玛吉（Sheila Majid），歌手[12]
- 茜蒂·诺哈丽莎，歌手兼商人[13]
- 罗兹塔仄万（Rozita Che Wan），演员兼喜剧演员[14]
- 乌米哈菲达（Ummi Hafilda Ali），女商人，同时为1998年安华鸡奸案的目击者[15]
- 拉菲达，政治家，前马来西亚国际贸易与工业部长[16]
- 达因·再努丁（Daim Zainuddin）, 政治家兼商人，前马来西亚财政部长[17]
- 莱士雅丁， 政治家兼律师，前马来西亚新闻、通讯与文化部长[18]
- 艾比·阿巴迪（Abby Abadi）, 歌手兼演员[19]
- 安美嘉，律师兼人权律师[20]
- 玛利亚陈，社运分子[21]
- 沙末赛益，著名诗人和小说家[22]
- 旺艾莎（Wan Aishah），歌手[23]
- 花蒂娜（Wardina Safiyyah)，演员、模特儿兼主持人[24]
- 亚欣苏莱曼（Yasin Sulaiman），歌手[25]
- 耶阿德兰仄罗斯（Yeop Adlan Che Rose），前大使[26]

#### 伊斯兰党
- 拉喜（Muhamad Radhi Mat Din），足球教练，前足球运动员[27]
- 拉惹柏特拉，政治评论家兼部落客[28]

### 组织

#### 国阵
- 马来西亚职工总会（存在争议，该会总秘书呼吁全国1400万劳工支持希盟，其后主席却强调该会仍是国阵的支持者）[29][30]

#### 希盟
- 兴权会（HINDRAF）[31][32]
- 干净与公平选举联盟[33]
- 马来西亚-新加坡-文莱主教团（Catholic Bishops' Conference of Malaysia, Singapore and Brunei）[34]
- 马来西亚职工总会（存在争议，该会总秘书呼吁全国1400万劳工支持希盟，其后主席却强调该会仍是国阵的支持者）[29][30]

### 政党
一些只在特定地区参选的政党为在其他地区参选的政党背书。

#### 希盟
- 马来西亚社会主义党[35]
- 沙巴民族复兴党[36]
- 少数族群权益党（Minority Rights Action Party）[37]

#### 沙巴民族复兴党
- 希望联盟[38]